# Jurij Nagibin
Jurij Markowicz Nagibin (ros. Юрий Маркович Нагибин; ur. 3 kwietnia 1920 w Moskwie, Rosyjska Federacyjna SRR – zm. 17 czerwca 1994 w Moskwie, Federacja Rosyjska) – rosyjski pisarz, scenarzysta, autor utworów o tematyce wojennej i obyczajowej, poruszające problemy moralne oparte na motywach autobiograficznych.

## Wybrana twórczość[2]
| - 1995 – Dafnis i Chłoja epochi kulta licznosti, woluntarizma i zastoja (ros. Дафнис и Хлоя эпохи культа личности, волюнтаризма и застоя) - Krasnaja pałatka (ros. Красная палатка) - 1957 – Put’ na pieriednij kraj (ros. Путь на передний край) - 1959 – Pawełek (ros. Павлик) - 1962 – Stranicy żyzni Trubnikowa (ros. Страницы жизни Трубникова) - 1964 – Daleko ot wojny (ros. Далеко от войны) - 1968 – Czużoje sierdce (ros. Чужое сердце) - 1969 – Pieriekur (ros. Перекур) - 1970 – Szczyt powodzenia (ros. Пик удачи) - 1980 – Miagkaja posadka (ros. Мягкая посадка) - 1986 – Kwasnik i Bużeninowa (ros. Квасник и Буженинова) - 1989 – Srocznaja komandirowka, ili Dorogaja Margariet Tetczer... (ros. Срочная командировка, или Дорогая Маргарет Тэтчер…) - 1994: - Buntasznyj ostrow (ros. Бунташный остров) - Moja zołotaja tioszcza (ros. Моя золотая тёща) - T’ma w konce tunnwla (ros. Тьма в конце туннеля) - Blestiaszczaja i goriestnaja żyzn’ Imrie Kalmana (ros. Блестящая и горестная жизнь Имре Кальмана) - silnieje wsiech inych wielenij (ros. Сильнее всех иных велений) - 1972-1979 – cykl Wiecznyje sputniki (ros. Вечные спутники): - Ogniennyj protopop (ros. Огненный протопоп) - Wyspa miłości (ros. Остров любви) - Carkskosielskoje utro (ros. Царскосельское утро) - Zastupnica (ros. Заступница) - Son o Tiutczewie (ros. Сон о Тютчеве) - Złaja kwinta (ros. Злая квинта) - Jak kupowano las (ros. Как был куплен лес) - Smiert’ na wokzale (ros. Смерть на вокзале) - I koszka jego babuszki po imieni Krysa (ros. И кошка его бабушки по имени Крыса) - Sirien' (ros. Сирень) - 1940 – Dwojnaja oszybka (ros. Двойная ошибка) - 1941 – Knut (ros. Кнут) - 1942 – Swiazist Wasiljew (ros. Связист Васильев) - 1945 – Pieriewodczik (ros. Переводчик) - 1946 – Waganow (ros. Ваганов) - 1952 – Trubka (ros. Трубка) - 1953: - Zimnij dub (ros. Зимний дуб) - Komarow (ros. Комаров) - 1954 – Czetunow, syn Czetunowa (ros. Четунов, сын Четунова) - 1955: - Nocznoj gost' (ros. Ночной гость) - Skalistyj porog (ros. Скалистый порог) - 1956: - Swiet w oknie (ros. Свет в окне) - Chazarskij ornamient (ros. Хазарский орнамент) - 1957: - Posledniaja ochota (ros. Последняя охота) - Ranniej wiesnoj (ros. Ранней весной) - 1962 – Pogoń (ros. Погоня) - 1964: - Mołodożon (ros. Молодожён) - Oleżka żeniłsia (ros. Олежка женился) - 1965 – Gibiel piłota (ros. Гибель пилота) - 1966 – Kak skażesz, Aurielio (ros. Как скажешь, Аурелио) - 1968 – Siwe ludzkie włosy pilnie poszukiwane (ros. Срочно требуются седые человеческие волосы) - 1977 – Bieriendiejew les (ros. Берендеев лес) - W lesie kwietniowym (ros. В апрельском лесу) - Wiejmar i jego okriennosti (ros. Веймар и его окрестности) - Mieszczerskaja storona (ros. Мещерская сторона) - Moj pierwyj drug, moj drug biescennyj (ros. Мой первый друг, мой друг бесценный) - Na Chortice (ros. На Хортице) - Razgowor (ros. Разговор) - Slezaj, prijechali (ros. Слезай, приехали) - Tierpienije (ros. Терпение) - Gdy pogasły fajerwerki (ros. Когда погас фейерверк) - Tajemniczy dom (ros. Таинственный дом) - Niemota (ros. Немота) - Kłusownik (ros. Браконьер) - Gdzieś koło konserwatorium (ros. Где-то возле консерватории) - Maszynistka mieszka na piątym piętrze (ros. Машинистка живёт на шестом этаже) - Księga dzieciństwa (ros. Книга детства) - Cienie stuleci - Kroplowe serce - Podróż sentymentalna - W leśniczówce | - 1955 – Gost’ s Kubani (ros. Гость с Кубани) - 1958: - Nocznoj gost' (ros. Ночной гость) - Pod stuk kolos (ros. Под стук колёс) - Trudnoje sczastje (ros. Трудное счастье) - 1959 – Nieopłaczennyj dołg (ros. Неоплаченный долг) - 1960 – Pobieditiel (ros. Победитель) - 1961: - Bratja Komarowy (ros. Братья Комаровы) - Licznoje pierwienstwo (ros. Личное первенство) - 1963: - Mołodożon (ros. Молодожён) - Samyj miedlennyj pojezd (ros. Самый медленный поезд) - Cwietnyje sny (ros. Цветные сны) - 1964: - Diewoczka i echo (ros. Девочка и эхо) - Poka front w oboronie (ros. Пока фронт в обороне) - Priedsiedatel (ros. Председатель) - 1965 – Pogonia (ros. Погоня) - 1967 – Kobiety zostają same (ros. Бабье царство) - 1968 – Wriemiena goda (ros. Времена года) - 1969: - Gołuboj lod (ros. Голубой лёд) - Diriektor (ros. Директор) - Żdi mienia, Anna (ros. Жди меня, Анна) - Krasnaja pałatka (ros. Красная палатка) - Czajkowski (ros. Чайковский) - 1971 – Pristan’ na tom bieriegu (ros. Пристань на том берегу) - 1974 – Pod kamiennym niebem (ros. Под каменным небом) - 1975: - Dersu Uzała (ros. Дерсу Узала) - Siemja Iwanowych (ros. Семья Ивановых) - Jarosław Dąbrowski (ros. Ярослав Домбровский) - 1976: - Olśnienie (ros. Прозрение) - Tak naczinałas’ legienda (ros. Так начиналась легенда) - 1978: - Pozdniaja wstriecza (ros. Поздняя встреча) - Czużaja (ros. Чужая) - 1984 – Zagadka Kalmana (ros. Загадка Кальмана) - 1985 – Dzieciństwo Bambi (ros. Детство Бемби) - 1986 – Jelonek Bambi poznaje świat (ros. Юность Бемби) - 1987: - Gardiemariny, wpieriod! (ros. Гардемарины, вперёд!) - Zdrawstwuj, plemia mołodoje... (ros. Здравствуй, племя молодое...) - Silnieje wsiech inych wielenij (ros. Сильнее всех иных велений) - 1991 – Wiwat, gardiemariny! (ros. Виват, гардемарины!) - 1992 – Gardiemariny – III (ros. Гардемарины – III) |  |